# Pholidoptera augustae
Pholidoptera augustae is een rechtvleugelig insect uit de familie sabelsprinkhanen (Tettigoniidae). De wetenschappelijke naam van deze soort is voor het eerst geldig gepubliceerd in 1940 door Tarbinsky.